# Eliadi (figli di Rodo)
Gli Eliadi (in greco antico: Ἡλιάδαι?, Hēliádai, "figli del sole") sono sette personaggi maschili della mitologia greca nati sull'isola di Rodi. Non sono da confondere con le loro omonime sorelle, le Eliadi (in greco Ἡλιάδες, Hēliades).

## Genealogia
Sono figli di Helios e della ninfa Rodo e hanno una sorella di nome Elettrione.
I loro nomi sono Cercafo, Tenage, Acti, Candalo, Ochimo, Macareo e Triopa.
Uno scolio a Pindaro chiama Fetonte il più giovane degli Eliadi e dice "quello che gli abitanti di Rodi chiamano Tenage"; stando alle Metamorfosi di Ovidio, corrisponderebbe a colui che guida il carro di Helios.
Nonno di Panopoli aggiunge i nomi Auge e Trinace.

## Mitologia
Gli Eliadi scacciarono i Telchini dall'isola di Rodi e furono i primi ad introdurre il rito dei sacrifici ad Atena nell'isola.
Erano dotati nelle arti dell'astrologia e della navigazione, ma quattro dei sei fratelli (Macareo, Candalo, Triopa ed Acti), gelosi della maggior capacità di Tenage nelle scienze, lo uccisero.
Scoperti però, dovettero fuggire e così Macareo giunse a Lesbo, Candalo a Cos, Triopa andò in Caria e Acti in Egitto.
Ochimo e Cercafo, che erano estranei all'omicidio, restarono sull'isola e fondarono la città di Achea (oggi Ialiso).
Ochimo, inoltre, come fratello più anziano prese il controllo dell'isola, mentre Cercafo gli succedette dopo averne sposato la figlia Cidippe.
Secondo una diversa versione della leggenda il padre Ochimo promise sua figlia ad Ocridio, ma Cercafo, che era innamorato di lei, la rapì e non fece più ritorno sull'isola finché Ochimo non fu diventato molto vecchio.